# 령남역
령남역(嶺南驛, Ryŏngnam Station은 조선민주주의인민공화국 량강도 운흥군에 위치한 백두산청년선의 철도역이다.